# Kelly Clarksons diskografi
Det här är diskografin för den amerikanska sångerskan, Kelly Clarkson. Den ger information om hennes album och singlar och deras försäljning.

## Album
| År   | Titel                                                                                    | Listpositioner | Listpositioner | Listpositioner | Listpositioner | Listpositioner | Listpositioner | Listpositioner | Listpositioner | Listpositioner | Försäljning                                                                              |  |
| År   | Titel                                                                                    | USA            | AUS            | UK             | KAN            | JPN            | TYS            | IRL            | NOR            | WW             | Försäljning                                                                              |  |
| ---- | ---------------------------------------------------------------------------------------- | -------------- | -------------- | -------------- | -------------- | -------------- | -------------- | -------------- | -------------- | -------------- | ---------------------------------------------------------------------------------------- |  |
| 2003 | Thankful - 1:a studioalbumet - Släppt: 15 april, 2003 - Format: CD, digital download     | 1              | 33             | 41             | 5              | 19             | —              | —              | 12             | —              | Försäljning i världen: 3.3+ miljoner Försäljning i USA: 2.7+ miljoner 3× Platinum (2007) |  |
| 2004 | Breakaway - 2:a studioalbumet - Släppt: 30 november, 2004 - Format: CD, digital download | 3              | 2              | 3              | 6              | 42             | 4              | 1              | 8              | 5              | Försäljning i världen: 10+ miljoner Försäljning i USA: 5.8+ miljoner 6× Platinum         |  |
| 2007 | My December - 3:e studioalbumet - Släppt: 26 juni, 2007 - Format: CD, iTunes download    | 2              | 4              | 2              | 2              | —              | 5              | 2              | —              | 1              | Försäljning i världen: 767,000+ Försäljning i USA: 504,000+                              |  |

### Försäljning
- ARIA: Australien IFPI: Österrike IFPI: Tyskland IRMA: Irland RIANZ: Nya Zeeland IFPI: Norge IFPI: Sverige IFPI: Schweiz RIAA: USA BPI: StorbritannienIFOP: Frankrike

- Thankful

Försäljning i Australien: Guld
Försäljning i Kanada: Platinum
Försäljning i Storbritannien: Silver
Försäljning i USA: 3× Platinum
- Breakaway

Försäljning i Australien: 6× platinum
Försäljning i Frankrike: Silver
Försäljning i Irland: 7× platinum
Försäljning i Kanada: 6× platinum
Försäljning i Mexico: Guld
Försäljning i Norge: Guld
Försäljning i Nya Zeeland: 3× platinum
Försäljning i Schweiz: Platinum
Försäljning i Storbritannien: 6× platinum
Försäljning i Sverige: Guld
Försäljning i Tyskland: 2× platinum
Försäljning i USA: 6× platinum
Försäljning i Österrike: Guld
- My December

Försäljning i Australien: Guld

## Singlar
- Thankful

"A Moment Like This"/"Before Your Love"
"Miss Independent"
"Low"
"The Trouble with Love Is"
- Breakaway

"Breakaway"
"Since U Been Gone"
"Behind These Hazel Eyes"
"Because of You"
"Walk Away"
- My December

"Never Again"
"Sober"
"One Minute"

### Topplista
All charted songs and their chart positions on the United World Chart (UWC), the U.S. Billboard Hot 100 (U.S. Hot 100), and in Canada (CAN), United Kingdom (U.K.), Germany (DEU), Netherlands (NED), Ireland (IRE), Austria (AUT), Switzerland (SCH), Europe (EU), Australia (AUS)
| År   | Titel                                  | Album           | Listpositioner | Listpositioner | Listpositioner | Listpositioner | Listpositioner | Listpositioner | Listpositioner | Listpositioner | Listpositioner | Listpositioner | Listpositioner | Listpositioner |
| År   | Titel                                  | Album           | UWC            | USA            | KAN            | UK             | IRL            | NED            | TYS            | ÖST            | SCH            | EU             | AUS            | ARC            |
| ---- | -------------------------------------- | --------------- | -------------- | -------------- | -------------- | -------------- | -------------- | -------------- | -------------- | -------------- | -------------- | -------------- | -------------- | -------------- |
| 2002 | "A Moment Like This"                   | Thankful        | 23             | 1              | 1              | —              | —              | —              | —              | —              | —              | —              | —              | 3              |
| 2003 | "Miss Independent"                     | Thankful        | 16             | 9              | 11             | 6              | 6              | 11             | 52             | 39             | 44             | —              | 3              | 1              |
| 2003 | "Low"                                  | Thankful        | —              | 58             | 2              | 35             | —              | —              | —              | —              | —              | —              | 11             | 6              |
| 2004 | "The Trouble with Love Is"             | Thankful        | —              | 101            | 25             | 35             | —              | 32             | 42             | —              | 62             | —              | 11             | 8              |
| 2004 | "Breakaway"                            | Breakaway       | 17             | 6              | 3              | 22             | 12             | 9              | 13             | 8              | 14             | 20             | 10             | 2              |
| 2004 | "Since U Been Gone"                    | Breakaway       | 8              | 2              | 1              | 5              | 4              | 4              | 6              | 3              | 7              | 7              | 3              | 1              |
| 2005 | "Behind These Hazel Eyes"              | Breakaway       | 15             | 6              | 4              | 9              | 4              | 7              | 16             | 9              | 20             | 27             | 6              | 2              |
| 2005 | "Because of You"                       | Breakaway       | 4              | 7              | 2              | 7              | 5              | 1              | 4              | 3              | 1              | 1              | 4              | 1              |
| 2006 | "Walk Away"                            | Breakaway       | 16             | 12             | 4              | 21             | 10             | —              | 30             | 29             | 58             | 100            | 27             | 3              |
| 2007 | "Never Again" A                        | My December     | 19             | 8              | 8              | 9              | 11             | 23             | 19             | 36             | 27             | 23             | 5              | 13             |
| 2007 | "Because of You" (med Reba McEntire) A | Duets           | —              | 52             | 36             | —              | —              | —              | —              | —              | —              | —              | —              | —              |
| 2007 | "Sober" A                              | My December     | —              | 110            | —              | —              | —              | —              | —              | —              | —              | —              | —              | —              |
| 2007 | "Don't Waste Your Time" B              | My December     | —              | —              | —              | —              | —              | —              | —              | —              | —              | —              | —              | —              |
| 2007 | "One Minute" B                         | My December     | —              | —              | —              | —              | —              | —              | —              | —              | —              | —              | —              | —              |
| 2007 |                                        |                 | UWC            | USA            | KAN            | UK             | IRL            | NED            | TYS            | ÖST            | SCH            | EU             | AUS            | ARC            |
|      |                                        | Number-one hits | —              | 1              | 2              | —              | —              | 1              | —              | —              | 1              | 1              | —              | 3              |
|      |                                        | Topp 10 hits    | 2              | 6              | 8              | 5              | 5              | 4              | 2              | 4              | 2              | 2              | 5              | 9              |

- A Aktuell singel.
- B Nästa singel.